# Funkiella hyemalis
Funkiella hyemalis là một loài thực vật có hoa trong họ Lan. Loài này được (A.Rich. & Galeotti) Schltr. mô tả khoa học đầu tiên năm 1920.